# Iridoviridae
Iridoviridae  es una familia de virus infectivos para animales. Poseen un genoma con ADN de cadena doble como ácido nucleico, por lo que pertenecen al Grupo I de la Clasificación de Baltimore. La longitud del genoma es de 150.000-280.000 nucleótidos. El virus se compone de tres dominios: una cápside proteínica exterior, una membrana intermedia lipídica y un núcleo central que contiene los complejos ADN-proteínas. Algunos de estos virus también tienen una envoltura exterior. Su tamaño es de 130 a 180 nm y los viriones maduros se ensamblan en el citoplasma como compartimento celular. 
Los miembros de la familia Iridoviridae infectan principalmente a invertebrados, pero también a algunas especies de vertebrados como peces y ranas.  La familia contiene siete géneros: Chloriridovirus, Iridovirus, Lymphocystivirus, Megalocytivirus, Ranavirus, Daphniairidovirus y Decapodiridovirus.

## Replicación
El ensamblado final del virus se produce en el citoplasma, pero una etapa de replicación ocurre también en el núcleo. Las partículas del virus entran en la célula y se liberan de la cápside. El ADN viral viaja luego al núcleo de la célula y es transcrito por la ARN polimerasa II del huésped modificada por el virus. Mientras tanto, la síntesis de macromoléculas en el huésped se detiene. El ADN original produce un genoma que luego es usado como plantilla para la replicación en el citoplasma. Se forman grandes concatémeros de ADN viral por recombinación en el citoplasma. A continuación, los concatémeros son ensamblados y se libera el virus, ya sea por gemación de la membrana celular o por lisis celular.
La transcripción se produce en tres etapas; temprana-inmediata, temprana-retrasada y tardía. Existen mecanismos de inducción positiva y retroalimentación negativa en cada etapa con la mediación de los productos de las otras etapas. La patogenia es dependiente de la temperatura, por lo que los iridovirus están confinados a huéspedes poiquilotermos.

## Patogenicidad
La especie virus de la fiebre porcina africana pertenece a esta familia y causa la enfermedad de la fiebre porcina africana (no confundir con peste porcina africana).
El género Iridovirus infecta a artrópodos.